# Sales de Schüssler

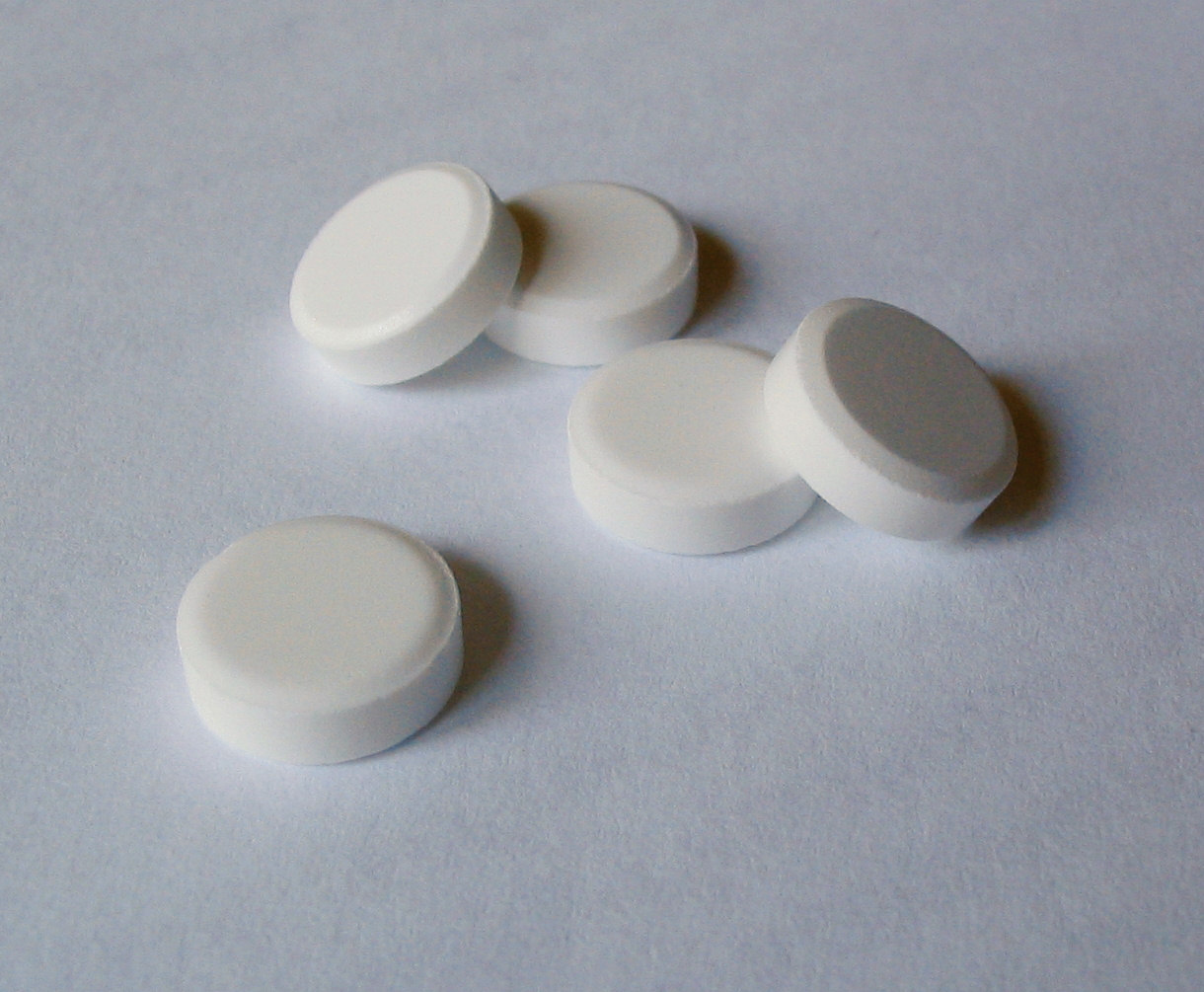
Sales de Schüssler

Las sales bioquímicas (también conocidas como sales minerales terapéuticas o sales de Schüssler) son preparados homeopáticos basados en los compuestos inorgánicos que están presentes en las células del organismo humano. Es una pseudociencia y no se puede considerar medicina debido a que no ha probado sus afirmaciones.
La terapia con sales minerales fue inventada por el doctor alemán Willhelm Heinrich Schüßler (1821-1898), quien, según sus estudios, identificó la presencia de 12 sales diferentes en los tejidos del organismo.
Como resultado de los estudios realizados con las cenizas de cuerpos incinerados, el Dr. Schüssler atribuyó funciones específicas a cada una de estas 12 sales y concluyó que un desequilibrio en la distribución de los compuestos inorgánicos produce lo que denominamos enfermedad. Se afirma que el aporte de las mismas sales en cantidades infinitesimales desencadena un estímulo que capacita a las células para una mayor y mejor absorción de los minerales en el organismo. Dichas afirmaciones no son válidas científicamente dado que carecen de pruebas que las sustenten. 
El proceso de dilución se realiza bajo el método de fabricación de medicamentos homeopáticos, llamado potenciación, que consiste en diluir una parte de la sal mineral en nueve partes de diluyente, por ejemplo el polvo de lactosa (1:10). Este proceso se repite seis veces, obteniendo así la sexta potencia decimal (1:1.000.000), que es la estándar para esta práctica. Debido a esta dilución infinitesimal, no se ingiere ninguna dosis de mineral ni hay principio activo.

## Listado de Sales Bioquímicas Minerales
Las 12 sales descritas por el Dr. Schüssler son las siguientes: 
- Calcium fluoratum D12
- Calcium phosphoricum D6
- Ferrum phosphoricum D12
- Kalium chloratum D6
- Kalium phosphoricum D6
- Kalium sulfuricum D6
- Magnesium phosphoricum D6
- Natrium chloratum D6(NaCl)
- Natrium phosphoricum D6
- Natrium sulfuricum D6
- Silicea D12
- Calcium sulfuricum D6

## Uso
La pseudoterapia con sales bioquímicas no se basó en investigaciones científicas sino en observaciones sesgadas y datos subjetivos obtenidos de los sujetos de experimentación, quienes fueron voluntarios.
Según sus proponentes, el uso de las 12 sales es lo que se conoce como terapia bioquímica con Sales de Schüssler, ya que el fundamento de esta pseudociencia estaría en que estudia la composición y estructura química de los seres vivos.
Aunque para su elaboración se utilice el método de potenciación, las sales bioquímicas minerales no funcionan bajo el principio del "símil" en el que se basa la homeopatía y, por tanto, la contradicen.
Muchos elaboradores indican en sus rótulos una dilución 6x para todas las sales, sin tener en cuenta que 3 de estas sales (Calcárea Fluórica, Ferrum Phosphóricum y Silicea) originalmente el Dr. Schussler y los tratados de farmacotecnia homeopática estipulan que esas tres sales deben prepararse a la potencia 12x por un tema lógico de solubilidad, lo que demuestra desconocimiento de la técnica en algunos elaboradores.
La terapia con Sales de Schüssler supuestamente restablece el equilibrio (en las células) de la sales minerales del organismo mediante el aporte de las mismas en pequeñas dosis a fin de que puedan ser absorbidas por la célula, algo que no sucede porque la dilución elimina las sales del producto.